# Коледж Носа Сеньйора да Антіга
Коледж Носа-Сеньора-да-Антіга — це коледж, розташований у місті Монфорте-де-Лемос (Луго, Іспанія), у Сакра-Рібейра. Він побудований у стилі Ерререско. Коледж іноді називають Ескоріальським монастирем Галісії через його архітектурний стиль. 

## Історія
Коледж був заснований кардиналом Родріґо де Кастро Осоріо в 1593 році  і спочатку був семінарією. Сьогодні він функціонує як приватна школа, що пропонує низку програм. На момент свого заснування заклад пропонував до семи кафедр. У той час це було помітним досягненням, адже вища освіта ще не була міцно утверджена в провінції. 
Будучи впливовою фігурою епохи Відродження, Осоріо служив архієпископом Севільї та відігравав значну роль як благодійник Монфорте та меценат мистецтв.  
Спочатку коледж перебував під керівництвом єзуїтів. Згідно з Прагматичною санкцією 1767 року, усі символи, пов'язані з єзуїтами, мали бути вилучені, а сам орден вигнали з Іспанії. Тоді коледж зазнав значних змін, а з 1873 року школою керували піаристи. 

## Архітектура

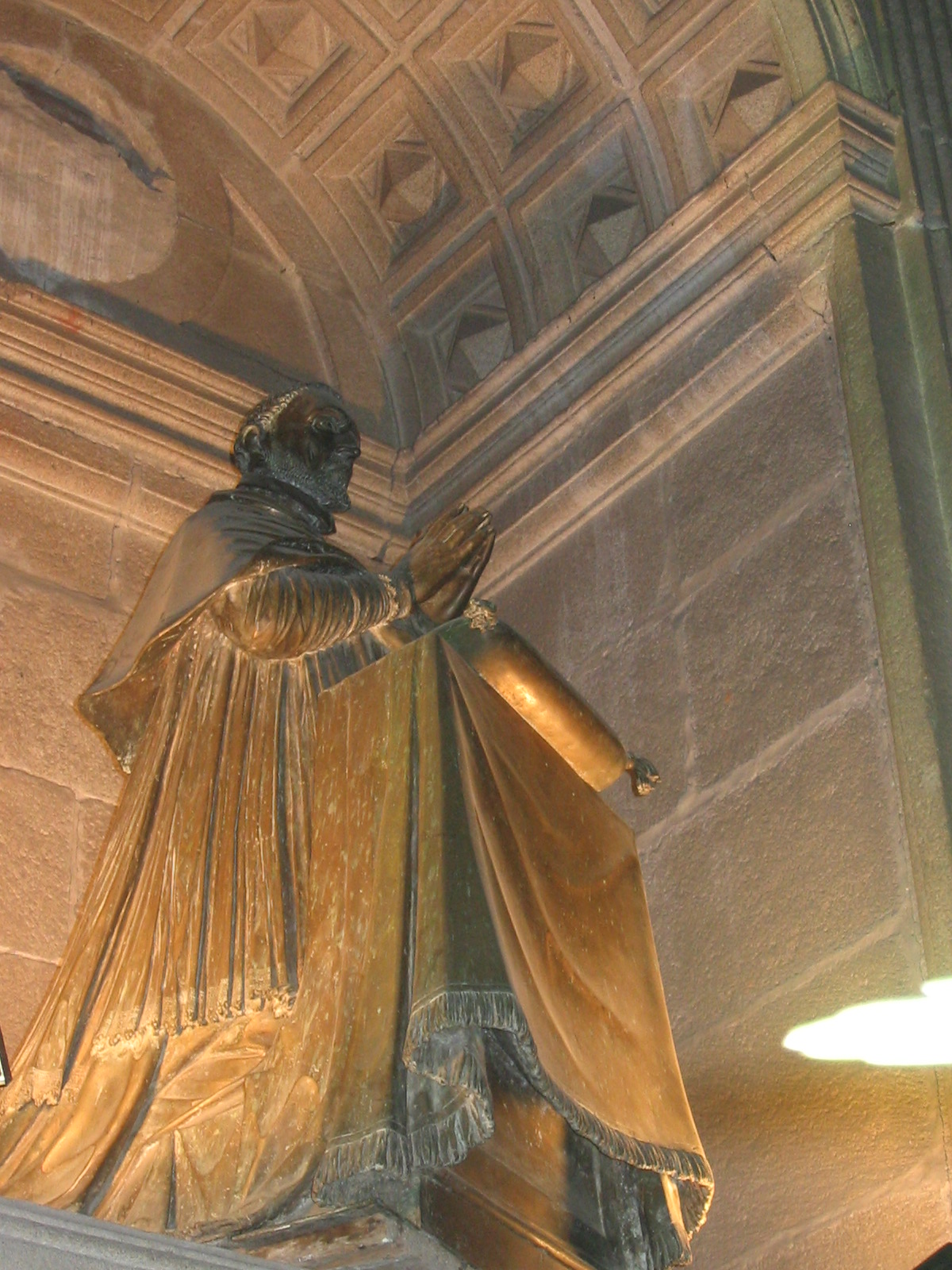
Родріґо де Кастро Осоріо, статуя, що молиться, робота Іоанна Болонського

У церкві є дерев'яний вівтар, вирізьблений Франсіско де Моуре та його сином, який продовжив роботу після смерті свого батька. З одного боку вівтаря розташована статуя кардинала Родріго де Кастро, який молиться; її створив Джованні да Болонья. Статуя знаходиться над останками кардинала і обернена до образу Богородиці Антігуа. 
Школа має два клуатри. Західне крило одного залишилося недобудованим. У східному крилі розташовані монументальні сходи, які будували з 1594 по 1603 рік. Конструкція спирається на три арки, що тримаються виключно на міцних стінах, кожна з яких підтримує сходи з тринадцяти, дев’яти та знову тринадцяти сходинок. Сходи вирізали з цільного шматка високоякісного граніту. На землі можна побачити креслення виступу сходів, яке намалювали для їхнього будівництва. 

## Музей

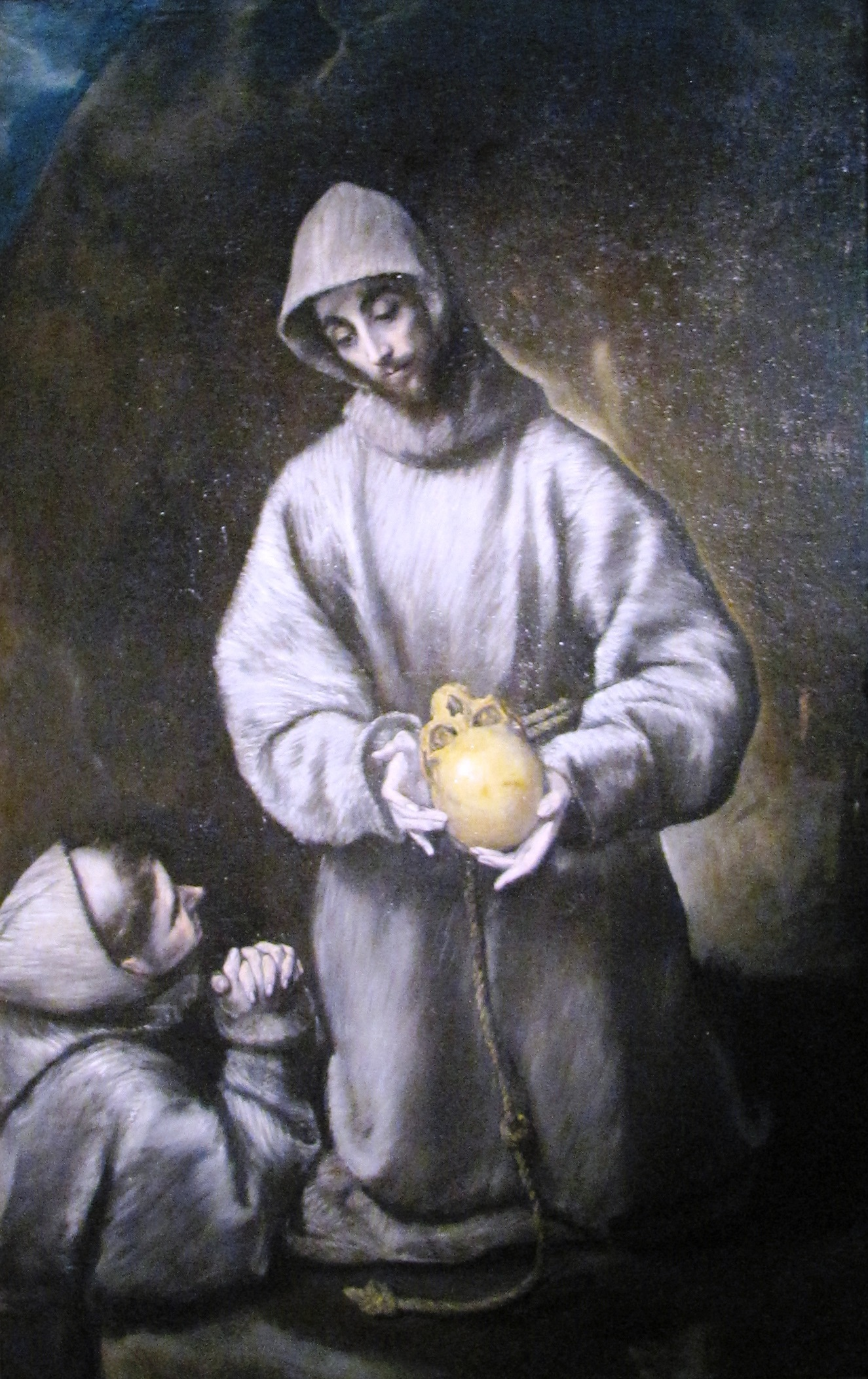
Франциск Ассизький, робота Ель Греко

Тут також розташована художня галерея, де представлені кілька робіт Ель Греко. Найголовнішою серед них є картина Франциска Ассизького, який тримає череп. Серед інших робіт у галереї представлені п'ять робіт художника-маньєриста Андреа дель Сарто: «Свята Маргарита Кортонська», «Свята Агнеса», «Свята Катерина Александрійська», «Сан-Педро» та «Сан-Хуан Баутіста». Картина «Поклоніння волхвів» ван дер Гуса є лише копією, оскільки оригінал був проданий у 1913 році Державним музеям у Берліні за один мільйон двісті тисяч песет, що дозволило завершити будівництво школи. Галерею доповнюють дві роботи Компостельської школи «Смерть» і «Судний день», а також анонімний портрет кардинала Родріґо де Кастро. У музеї також зберігається кілька інкунабул та рукописів, серед яких неповний примірник «Libro de la Caza de las Aves» («Книга полювання на птахів»), трактату про соколине полювання Педро Лопеса де Аяли, який він написав під час свого полону в Португалії, а також усі особисті речі кардинала.[джерело?]